# Götz Schmidt-Bremme

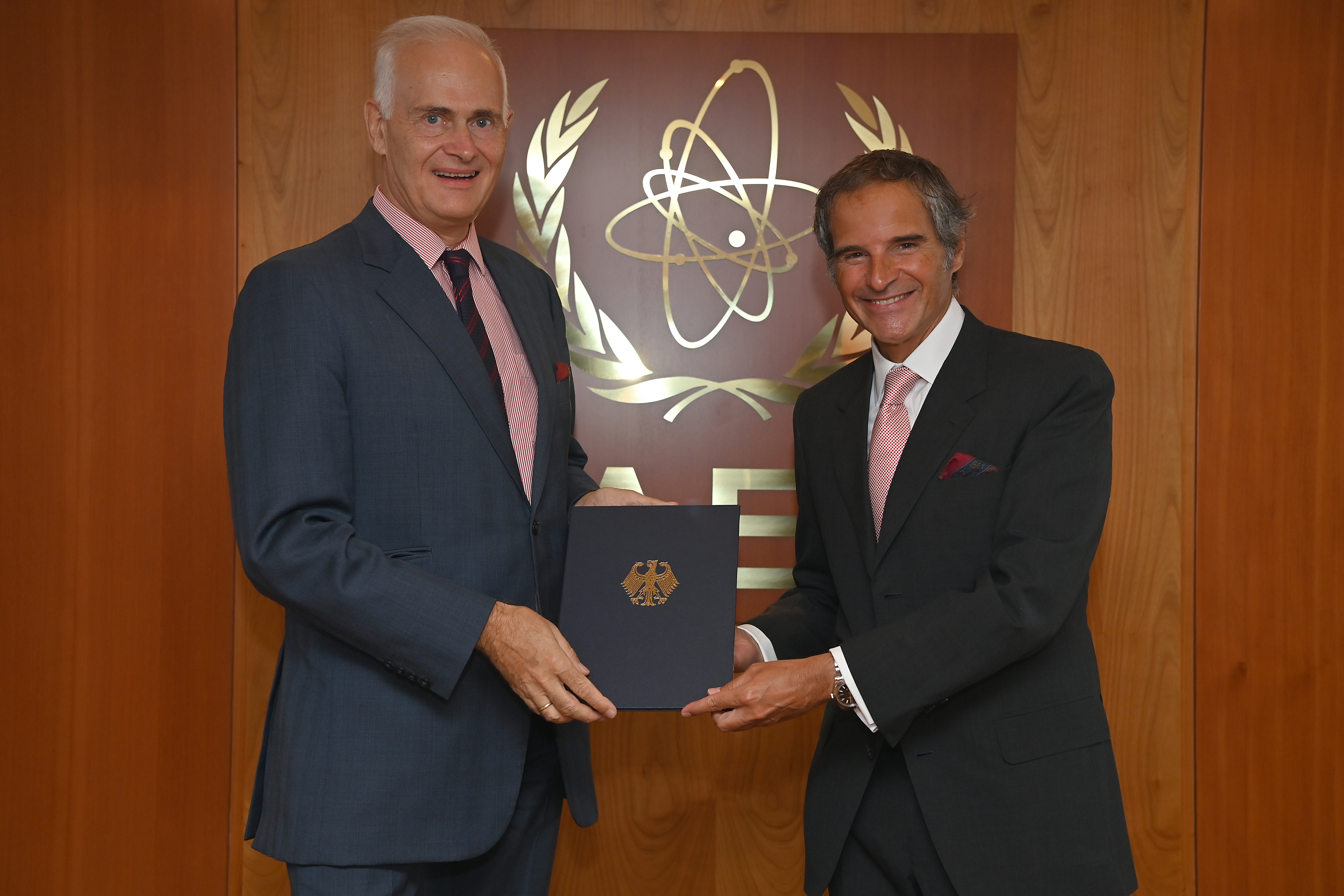
Götz Schmidt-Bremme (links) bei der Überreichung des Beglaubigungsschreibens an IAEO-Generaldirektor Rafael Grossi, August 2021

Götz Volker Karl Schmidt-Bremme (* 29. November 1958 in Altena/Westfalen) ist ein pensionierter deutscher Diplomat. Von 2021 bis 2024 war er Ständiger Vertreter der Bundesrepublik Deutschland bei den Vereinten Nationen und anderen Internationalen Organisationen in Wien. Gleichzeitig war er 2017/18 Botschafter für den deutschen Ko-Vorsitz im Global Forum on Migration and Development (GFMD). Im Jahr 2024 wurde er pensioniert.

## Leben
Götz Schmidt-Bremme studierte von 1977 bis 1986 an der Rheinischen Friedrich-Wilhelms-Universität Bonn und der Universität Lausanne Rechtswissenschaft und Philosophie. Er diente 1986/87 bei der Bundeswehr und war 1987/88 als Rechtsanwalt tätig. Er begann 1988 die Attachéausbildung für den höheren Auswärtigen Dienst, die er 1990 abschloss.
Die erste Verwendung führte ihn 1990–1992 als Ständigen Vertreter des Generalkonsuls nach Dschidda, Saudi-Arabien. Mit einer Doktorarbeit zur militärischen Versetzung wurde er 1991 an der Deutschen Universität für Verwaltungswissenschaften in Speyer promoviert. Anschließend war er im Auswärtigen Amt bis 1996 Referent für Grundsatzfragen. Danach war er bis 1999 Leiter der Wirtschaftsabteilung an der Deutschen  Botschaft Lissabon und stellvertretender Generalkommissar für die Expo 98.
1999–2002 war er im Auswärtigen Amt stellvertretender Referatsleiter für internationales Straf- und Steuerrecht, danach Ständiger Vertreter des Generalkonsuls in Sao Paulo. Ab 2006 war er im Auswärtigen Amt Referatsleiter Internationales Zivil-, Wirtschafts- und Steuerrecht. 2012/13 war er Ständiger Vertreter des Leiters der Deutschen Botschaft Paris, danach Beauftragter für den Rechts- und Konsularbereich einschl. Migrationsfragen.
Im August 2017 wurde er als Botschafter nach Marokko mit Dienstsitz in Rabat entsandt. Gleichzeitig war er 2017/18 Botschafter für den deutschen Ko-Vorsitz (zusammen mit Marokko) im Global Forum on Migration and Development (GFMD). Als er im Jahr 2021 Rabat verließ, lag für seinen designierten Nachfolger aufgrund diplomatischer Verstimmungen kein Agrément vor. Der Posten blieb bis zum Jahr 2022 vakant. 
2021 wurde Schmidt-Bremme zum Ständigen Vertreter der Bundesrepublik Deutschland bei den Vereinten Nationen und anderen Internationalen Organisationen in Wien ernannt. Nach seiner Pensionierung im Jahr 2024 folgte ihm Rüdiger Bohn auf diesem Posten.
Schmidt-Bremme ist verheiratet und hat drei Kinder.

## Veröffentlichungen
- Gesetz über den Auswärtigen Dienst : [Kommentar unter Berücksichtigung des Auslandsvertretungsgesetzes und der einschlägigen Tarifverträge]. 1.  Auflage. Nomos-Verl.-Ges, Baden-Baden 1996, ISBN 3-7890-4223-4.